# Théodon Ier
Théodon Ier de Bavière (né avant 630; † en 680) fut de 640 environ à 680 chef des Bavarii. On le nomme parfois Théodon IV pour le distinguer des princes de même nom, antérieurs à 570. 

## Biographie
Théodon, prince de la dynastie des Agilolfinges, avait établi son palais à Ratisbonne. On n'a sur son règne que des indications indirectes : seules les biographies de Saint Emmeran et de Corbinien, par Aribon de Freising (772) et l'hagiographie de Saint Rupert (datée par E. Klebel  entre 774 et 798) indiquent que ce prince a reçu les trois missionnaires, et donc qu'il était leur contemporain. La « Vie de Saint Emmeran » indique que ce missionnaire franc a été reçu à la cour de Ratisbonne, et que Théodon l'a dissuadé de s'aventurer en pays Avar par suite d'une incursion récente de ses propres troupes. De sa seconde femme Gleisnod du Frioul il eut deux enfants : Lantpert et Uta. Il prit pour ministre l’évêque Emmeran.
Il semble s'être tenu à l'écart des troubles qui agitaient le Royaume des Francs. À sa mort, son fils Lantpert assassina Emmeran mais n'eut qu'un règne éphémère et eut pour successeur Théodon II.